# يزن حسن
يزن حسن (مواليد 13 يناير 2000 في البحرين) هو لاعب كرة قدم بحريني يجيد اللعب في مركز حارس المرمى. يلعب حاليا لصالح النجمة الذي ينافس في الدوري البحريني الممتاز منذ 2018.